# Флорентински баптистерий
Баптистерият „Сан Джовани Батиста“ (на италиански: Battistero di San Giovanni Battista) е християнска постройка, служила в епохата на Средновековието за кръщаване на гражданите на Флоренция. Разположен е в близост до катедралата „Санта Мария дел Фиоре“. В изкуството на Ренесанса този баптистерий е от особено значение, тъй като в него се избистрят принципите на флорентинската архитектура (Романофлорентински стил).

## История
Баптистерият е издигнат на мястото на по-стар християнски храм, датиращ от късноримската епоха – 4 – 5 век. Реконструкцията му започва през втората половина на 11 век. На 6 ноември 1059 г. е осветен от епископ Джерардо, бъдещ папа Николай II. Сегашния си вид добива в периода 12-13 век, когато е облицован с мрамор. В този баптистерий е бил кръстен поетът Данте Алигери.

## Екстериор
„Сан Джовани Батиста“ представлява осмоъгълна по план сграда, облицована с бял и зелен мрамор, с полуцилиндрична апсида. Пирамидалният покрив е направен през 1128 г., а малкият му фенер камбанария е завършен около 1150 г. Баптистерият има 3 входа, затворени с двукрили врати. Те са украсени с релефи от бронз, представящи библейски сюжети. Южните врати (1330 – 1336) са дело на скулптора и архитект Андреа Пизано. Северните врати (1403 – 1425) са създадени от Лоренцо Гиберти. Също на него принадлежи изработката на Източните врати, известни като „Врати на Рая“. Те са позлатени и са завършени през 1452 г.

## Интериор
Отвътре стените на баптистерия са разчленени на два хоризонтални пояса, разделени с корниз. Долният е украсен с колони, а горният – с пиластри. Декоративната украса е мраморна мозайка от геометрични фигури. Куполът е покрит с мозайки във византийски стил, изработени през 13 век. Те се състоят от пана, подредени в 6 реда. Представят епизоди от живота на Йоан Кръстител, Христос и Йосиф, както и сцени от книга „Битие“ на „Стария завет“. Фигурата на благославящия Христос („Христос в слава“) е дело на Копо ди Маркавальодо.
В „Сан Джовани Батиста“ се намира и гробницата на антипапа Йоан XXIII. Тя е изработена от Микелоцо и Донатело. Последният е автор на надгробната статуя на антипапата. В баптистерия се съхраняват и два римски саркофага.

## Галерия
- „Кръщаване на Христос“ – скулптурна композиция над „Вратите на Рая“
- Южните врати на баптистерия, скулптор Андреа Пизано
- „Сан Джовани Батиста“ – интериор
- Гробницата на антипапа Йоан XXIII
- „Христос в слава“, мозайка от купола на баптистерия
- Мозайки от купола на баптистерия